# ادیتا خربوش
ادیتا خِربوش (لهستانی: Edyta Herbuś؛ زادهٔ ۲۶ فوریه ۱۹۸۱) بازیگر و مجری اهل لهستان است.
از فیلم‌ها یا مجموعه‌های تلویزیونی که وی در آن‌ها نقش داشته‌است، می‌توان به تنها عشق، عشق اول، رنگ‌های خوشبختی، کمیسر آلکس، در خوشی و سختی، پدر متیو، طایفه، خودِ زندگی، جهان به روایت خانواده کیپسکی، در خیابان سپولنی، کارآگاهان جنایی و خانه کشیش اشاره نمود.